# Aurélien Barrau
Aurélien Barrau, nascido em 19 de maio de 1973 em Neuilly-sur-Seine, é um astrofísico e filósofo francês.
Especializado em relatividade geral, na física de buracos negros e na cosmologia, ele é o diretor do "Centre de physique théorique Grenoble-Alpes" e trabalha no Laboratoire de physique subatomique et de cosmologie de Grenoble. Professor na Universidade Grenoble-Alpes, além de doutor em filosofia ele dedica-se também no ramo da gravidade quântica.
Ativista ambiental em favor do decrescimento, esse cientista é frequentemente classificado como sendo próximo às teses colapsológicas embora ele rejeite esse rótulo.

## Biografia

### Estudos
De 1990 a 1992, Aurélien Barrau estudou na "classe preparatória" para as "Grandes Ecoles" : "Matemática Superior" e "Matemática especializada", no Lycée Pasteur em Neuilly-sur-Seine. Em 1995 ele obteve seu diploma de engenharia na "Escola Nacional Superior de Física de Grenoble" (agora incorporada pelo Grenoble INP - Phelma ), sendo o  "Major" da turma (primeiro em todas as matérias e em todos os anos de estudo). Nesse mesmo ano de 1995 ele conseguiu simultaneamente um diploma de estudos avançados (DEA) em "Física da matéria e da radiação" (setor de física subatômica) da Universidade Joseph-Fourier (Grenoble), isso, novamente sendo o "Major" da turma. Depois de obter seu doutoramento em astrofísica na Universidade Joseph-Fourier em 1998, com a "menção honrosa" e as "congratulações" do júri sobre o tema "Astrofísica gama de altíssima energia, estudo do núcleo ativo da galáxia mrk501 e implicações cosmológicas", um trabalho realizado no LPNHE-Paris, seu credenciamento para pesquisa direta (HDR) lhe foi concedido em 2004 na pesquisa dos buracos negros primordiais.
Aurélien Barrau alcançou outro doutoramento em filosofia na Universidade Paris-Sorbonne, defendido em 2016 com a "menção honrosa" e as "felicitações" do júri. Um tema relativo a "Anomias : uma desconstrução da dialética do um e da ordem, entre Jacques Derrida e Nelson Goodman". O trabalho foi realizado nos arquivos Husserl da École Normale Supérieure e supervisionado por Marc Crépon.

### Atividade científica
Aurélien Barrau trabalha com o Universo primordial e a fenomenologia da gravidade quântica.
Ele é um dos membros do conselho científico do centro Sami Maroun para a gravidade quântica.
Foi convidado como visitante no Institute for Advanced Study (IAS) em Princeton, no Institut des Hautes Études Scientifiques (IHES) em Bures-sur-Yvette e no Perimeter Institute for Theoretical Physics (IP) no Canadá.
Além de membro do comitê de direção do "Centre de physique théorique de Grenoble-Alpes" e do laboratório de excelência ENIGMASS, assim como chefe do mestrado em física subatômica e cosmologia em Grenoble, ele é um membro nomeado do Comitê Nacional de Pesquisa Científica (CoNRS) na seção de física teórica.

#### Trabalho de pesquisa

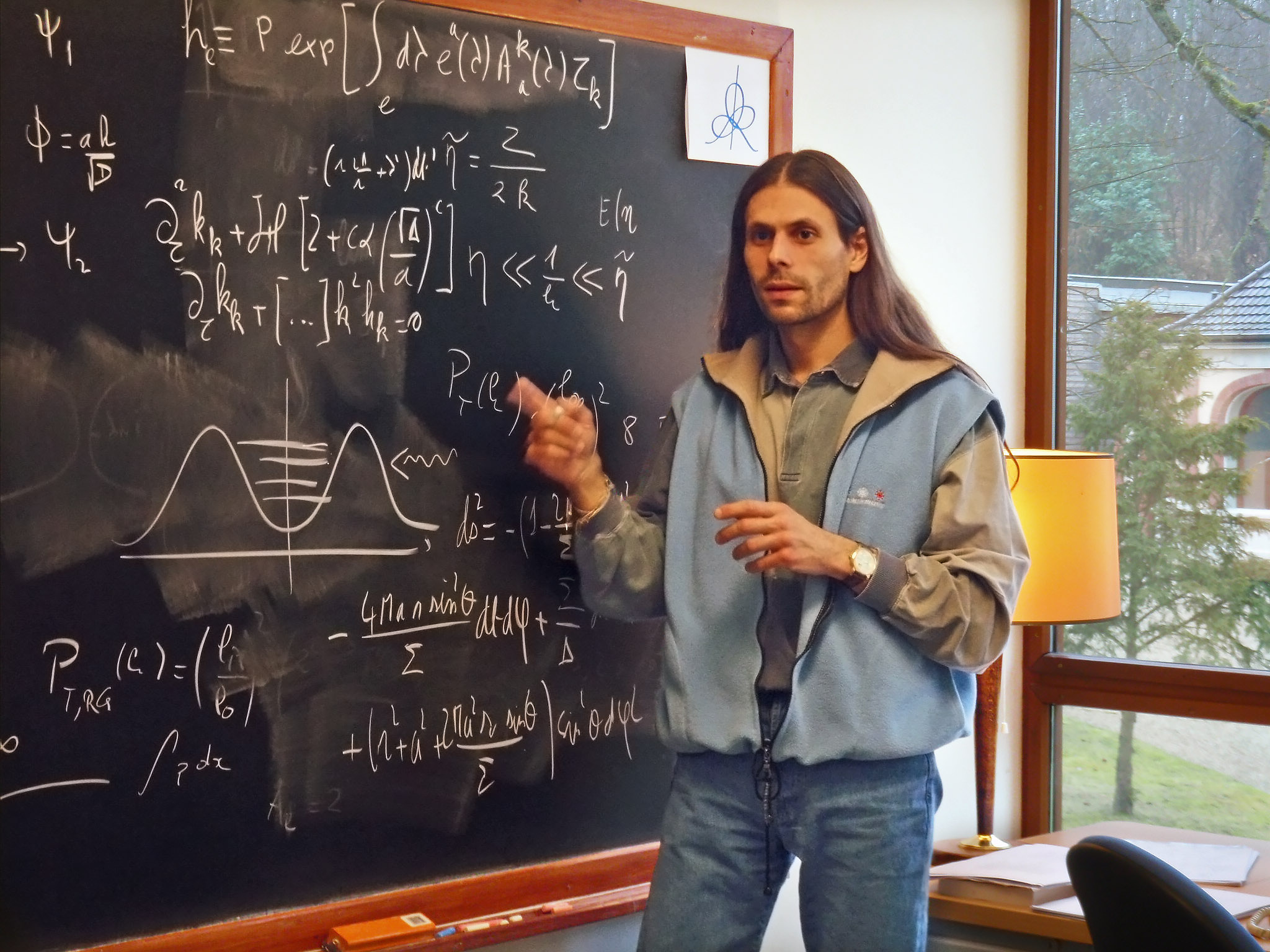
Aurélien Barrau no IHES em 2009.

As atividades experimentais de Aurélien Barrau focaram na astronomia gama : ele estudou a emissão de altíssimas energias de quasares — ou núcleos galácticos ativos — e usou esses resultados, com Jean-Loup Puget (responsável pelo experimento Planck ), para uma medição original do infravermelho difuso de fundo proveniente das primeiras galáxias. Ele então se voltou para o experimento de busca de matéria escura e antimatéria AMS, atualmente em operação na Estação Espacial Internacional ; em seguida para o telescópio LSST destinado à compreensão da energia escura, telescópio do qual ele é responsável na calibragem da câmera.
Suas atividades teóricas se concentraram nos acoplamentos entre os campos quânticos e os buracos negros. Ele mostrou que a evaporação Hawking dos buracos negros carrega a marca da possível existência de dimensões extras ou uma modificação da teoria gravitacional e propôs novas formas de procurar buracos negros primordiais. Ele também sugeriu um cenário original de pesquisa sobre os efeitos da gravidade quântica local com os buracos negros. No campo da cosmologia quântica, ele estudou as consequências observacionais, na radiação cósmica, dos efeitos que poderiam ter ocorrido próximo ao Big Bang. Ele propôs um modelo de Big Bounce da gravidade quântica em loop, onde o tempo desapareceria em uma alta densidade e a estrutura do espaço-tempo se tornaria euclidiana, também trabalhando com Carlo Rovelli na possibilidade de que os buracos negros sejam realmente "objetos saltitantes" ou "estrelas de Planck".
Ele sugeriu novas formas de observar fenômenos que teriam ocorrido antes do Big-Bang usando ondas gravitacionais.
Fez várias hipóteses originais sobre o papel da constante cosmológica, a natureza da matéria escura e a interpretação da mecânica quântica.
Está interessado em extensões da teoria quântica de campos, particularmente na presença de gravitação.
E também contribui para o estudo de testes cosmológicos da teoria das cordas. Em particular, mostrou que a próxima geração de observatórios poderia permitir de estabelecer que a dinâmica do Universo está no "marécage".

#### Prêmios e honras científicas
- 2006 : Prêmio Internacional Bogoliubov de Física Teórica ( young scientist )[18][19]
- 2009 : Membro Júnior do Institut universitaire de France (IUF)
- 2010 : Medalha da Universidade Joseph-Fourier
- 2012 : Prêmio Thibaud da Academia de Ciências, Letras e Artes de Lyon, concedido por Cédric Villani, medalha Fields em matemática
- 2016 : Nomeado membro rang A do comitê nacional do CNRS - seção de física teórica

### Arte
Aurélien Barrau interage igualmente com artistas, escritores e cineastas, em particular Michelangelo Pistoletto (encontro no Museu do Louvre ), Olafur Eliasson (encontro no Palácio de Inverno de Viena), Hélène Cixous (encontro na Casa de Poesia ) e Claire Denis (como parte do longa-metragem do qual ele foi consultor).
Ele é membro do conselho editorial da revista de poesia Hors sol, da revista cultural Diacritik, bem como presidente honorário da "Formes elementaires", associação que visa desenvolver exposições de arte contemporânea em diálogo com a ciência.
Colaborando com o poeta Mathieu Brosseau e a escritora e filósofa Véronique Bergen, ele publicou "Variations sur l'animal central" onde ele oferece uma visão poética da animalidade em sentido amplo.
Em 2020, ele escreveu uma obra exclusivamente poética : "Météorites".

### Filosofia
Doutor em filosofia, Aurélien Barrau colaborou com Jean-Luc Nancy no conceito de mundos múltiplos : nosso universo acabaria sendo apenas uma fração de um vasto "multiverso". Segundo ele, esse conceito passou por toda a história da filosofia, mas "recentemente invadiu o campo da física teórica". Esse cientista acredita que diferentes universos com diferentes leis da física são possíveis.
Aurélien Barrau trabalhou na metafísica da verdade e publicou uma síntese na obra "Chaos multiples", relacionando a obra de Jacques Derrida com a filosofia de Nelson Goodman.
Incorporando várias áreas de conhecimento, ele se interessa pela desconstrução de um certo cientificismo ingênuo, sem cair no relativismo niilista. Essa é a tese desenvolvida em "Truth in the Sciences".

### Popularização
Autor de vários livros científicos populares, ele regularmente dá palestras públicas para popularizar a astronomia e a cosmologia, e fala na televisão assim como no rádio (principalmente na France Culture e na France Inter).
Aurélien Barrau contribuiu para vários artigos na grande imprensa (Le Monde, Liberation, Le Monde Diplomatique, Le Figaro, L'Humanité, Ciel et Espace, Science et Vie, Sciences et Avenir , etc...). Em setembro de 2019, por exemplo, ele participou da edição especial “Espaço & Cinema" da revista cinematográfica La Septième Obsession , ao definir muitos termos científicos para entender o espaço, para um público não necessariamente informado ; Palavras como "universo", "galáxia", "planeta", "buraco de minhoca", "buraco negro", etc...

## Compromissos políticos
Aurélien Barrau está comprometido com questões de ecologia política. Em particular, lançou com a atriz Juliette Binoche um apelo intitulado "O maior desafio da história da humanidade" assinado por mais de 200 personalidades, no jornal Le Monde em setembro de 2018, isso após a renúncia do Ministro da Ecologia Nicolas Hulot. Este fórum defende a necessidade de uma ação política firme e imediata diante das mudanças climáticas.
Ele continua sua ação em favor da ecologia fazendo as rondas das platéias de televisão, onde afirma que a "situação é dramática" e fala sobre a "falha do sistema planeta terra".
No âmbito do festival Climax organizado em Bordeaux do 6 ao 9 de setembro de 2018, durante a conferência intitulada “Que novo contrato social com os vivos ?“, ele transformou a intervenção dele num fórum político "porque diante de uma emergência, não temos mais escolha" e reitera seu apelo à mudança social para preservar a vida e o planeta.
Em maio de 2019, publicou o livro O Maior Desafio da História da Humanidade. Segundo ele, o estado de emergência ecológica se baseia em fenômenos já em andamento. Citando populações de vida selvagem em declínio : 60 % a menos desde 40 anos e a queda de dois terços da biomassa no ramo da vida que inclui mais indivíduos e espécies, ele relaciona isso ao desaparecimento de espaços naturais, poluição e predação humana acrescentando que o aquecimento global se tornará um fator agravante. Ele acredita que há um abismo entre as promessas do poder público e a realidade das medidas concretas implementadas.
Criticando a "religião de crescimento" do PIB, indicador que é, segundo ele, “diretamente proporcional ao desastre ecológico", ele acredita que o problema é acima de tudo sistêmico mas que muito também pode ser feito em nível individual. Por exemplo : não consumindo carne e diminuindo nossos deslocamentos motorizados. Afastando-se do movimento colapsologista, que no entanto diz respeitar, ele não acredita em um colapso espetacular e brutal. Dessa forma, ele se propõe adotar um modelo de sociedade "razoável e revolucionário" com base no questionamento da visão hegemônica ocidental para, segundo ele, conseguir enfrentar os desafios do século XXI.
Aurélien Barrau assume um compromisso concreto ao lado de intelectuais como Bruno Latour e Gaël Giraud e diz que defende uma "ativismo fractal, micro-resistências disseminadas", todos tendo que usar suas próprias armas.

## Ponto de vista sobre a civilização
Aurélien Barrau aborda questões ambientais e ecológicas através da filosofia, antropologia e sociologia.
Ele gosta de questionar o uso de termos comumente usados para falar sobre esses assuntos como “ ecologia ” e “ meio ambiente ”. Ele exige um reencantamento da condição humana.
Acreditando que devemos ir muito além dos «pequenos gestos» e muito além da única "tomada de consciência" política, segundo ele seria preciso redefinir o sentido do que resta do mundo : o sentido de nossas expectativas, dos nossos prazeres, dos nossos símbolos.
Aurélien Barrau compartilha suas convicções escrevendo livros, artigos, intervindo com alunos de "Grandes Escolas", e o público em geral durante conferências retransmitidas em seu canal no Youtube.

## Vida privada
Ele era casado com a astrofísica Cécile Renault, que morreu em 5 de abril de 2021 em um acidente de automóvel.

## Publicações
- Aurélien Barrau; Daniel Parrochia; Julien Lescourges; Jean-Pierre Luminet; Sylvie Vauclair (2010). Forme et origine de l'univers. Col: UniverSciences. [S.l.]: Éditions Dunod. ISBN 978-2-10-054783-8.
- Aurélien Barrau; Patrick Gyger; Max Kistler; Jean-Philippe Uzan (2010). Multivers mondes possibles de l'astrophysique, de la philosophie et de l'imaginaire. Col: 360. [S.l.]: la Ville brûle. ISBN 978-2-36012-013-0. OCLC 708383490.
- Aurélien Barrau; Jean-Luc Nancy (2011). Dans quels mondes vivons-nous. Col: La philosophie en effet. [S.l.]: Éditions Galilée. ISBN 978-2-7186-0853-2. OCLC 755062353.
- Aurélien Barrau; Julien Grain (2011). Relativité générale cours et exercices corrigés. Col: Sciences sup. [S.l.]: Éditions Dunod. ISBN 978-2-10-056316-6. OCLC 801054842.
- Aurélien Barrau (2012). Variations sur un même ciel. Col: Infinie. [S.l.]: la Ville brûle. ISBN 978-2-36012-031-4.
- Aurélien Barrau (2013). Big bang et au-delà. Col: Quai des sciences. [S.l.]: Éditions Dunod. ISBN 978-2-10-058916-6. OCLC 847557055.
- Aurélien Barrau (2014). Des univers multiples. Col: Quai des sciences. [S.l.]: Éditions Dunod. ISBN 978-2-10-071712-5. OCLC 893858556.
- Aurélien Barrau (2016). De la vérité dans les sciences. [S.l.]: Éditions Dunod. ISBN 978-2-10-074660-6.
- Aurélien Barrau (2017). Au cœur des trous noirs. [S.l.]: Éditions Dunod. ISBN 978-2-10-074849-5.
- Aurélien Barrau (2017). Chaos multiples. [S.l.]: Éditions Galilée. ISBN 978-2-7186-0959-1.
- Aurélien Barrau; Véronique Bergen; Mathieu Brosseau (2018). Variations sur l'animal central. [S.l.]: La Lettre Volée. ISBN 978-2-87317-506-1.
- Aurélien Barrau; Louis Schweitzer (2018). L'animal est-il un homme comme les autres ?. [S.l.]: Éditions Dunod. ISBN 978-2-10-076607-9.
- Aurélien Barrau (2019). Le plus grand défi de l'histoire de l'humanité (em francês). [S.l.]: Éditions Michel Lafon. ISBN 978-2-7499-4058-8.
- Aurélien Barrau (2020). Météorites. [S.l.]: Éditions Michel Lafon. ISBN 978-2-74-994495-1.
- Aurélien Barrau (Entretien par Carole Guilbaud) Il faut une révolution politique, poétique et philosophique. [S.l.]: Éditions Zulma, 2022 https://www.zulma.fr/livre/il-faut-une-revolution-politique-poetique-et-philosophique/
- Aurélien Barrau (2022). Anomalies cosmiques. [S.l.]: Éditions Dunod. 208 páginas